# Врублівська сільська рада
Врублівська сільська рада — колишня адміністративно-територіальна одиниця та орган місцевого самоврядування у Романівському (Миропільському, Дзержинському) районі Волинської округи, Вінницької і Житомирської областей Української РСР та України з адміністративним центром у с. Врублівка.

## Населені пункти
Сільській раді були підпорядковані населені пункти:
- с. Врублівка
- с. Корчівка

## Населення
Кількість населення ради, станом на 1923 рік, становила 3 249 осіб, кількість дворів — 346.
Відповідно до результатів перепису населення СРСР, кількість населення ради, станом на 12 січня 1989 року, становила 1 717 осіб.
Станом на 5 грудня 2001 року, відповідно до перепису населення України, кількість мешканців сільської ради становила 1 497 осіб.

## Склад ради
Рада складалася з 15 депутатів та голови.

## Історія
Створена 1923 року в складі сіл Врублівка та Корчівка Романівської волості Полонського повіту Волинської губернії. 7 березня 1923 року увійшла до складу новоствореного Миропільського (згодом — Романівський, Дзержинський) району Житомирської (згодом — Волинська) округи.
Станом на 1 вересня 1946 року та 1 січня 1972 року сільська рада входила до складу Дзержинського району Житомирської області, на обліку в раді перебували села Врублівка та Корчівка.
11 серпня 1954 року, внаслідок виконання указу Президії Верховної ради УРСР «Про укрупнення сільських рад по Житомирській області», до складу ради включено с. Червоний Промінь ліквідованої Червонопромінської сільської ради Дзержинського району. 5 березня 1959 року, відповідно до рішення Житомирського облвиконкому № 161 «Про ліквідацію та зміну адміністративно-територіального поділу окремих сільських рад області», с. Червоний Промінь передане до складу Романівської сільської ради Дзержинського району.
Виключена з облікових даних, відповідно до постанови Верховної Ради України № 807-IX від 17 липня 2020 року, через об'єднання до складу Романівської селищної територіальної громади Житомирського району Житомирської області.